# Melouria
Melouria är en tysk musikgrupp som bildades år 2012 genom den tionde säsongen av den tyska versionen av TV-programmet Popstars. Gruppen består av fyra medlemmar, varav tre män och en kvinna. Alla medlemmarna är sångare. Efter sitt medverkande i Popstars fick de ett skivkontrakt med Warner Music och släppte sin debutsingel "How Do You Do! 2012". Den nådde plats 15 på singellistan i Österrike, 37 i Tyskland och 75 i Schweiz. Den 30 november samma år gav man ut sin andra singel "Miracle".

## Medlemmar
- Alexander Babacan, 22 år.
- Stephanie Graf, 19 år.
- Cem Özdemir, 20 år.
- Alessio Intemperante, 21 år.

## Diskografi

### Singlar
- 2012 – How Do You Do! 2012
- 2012 – Miracle